# Gmina Opole Lubelskie
Die Gmina Opole Lubelskie ist eine Stadt-und-Land-Gemeinde im Powiat Opole Lubelskie der Woiwodschaft Lublin in Polen. Ihr Sitz ist die gleichnamige Stadt mit 8673 Einwohnern (2016).

## Gliederung
Zur Stadt-und-Land-Gemeinde gehören neben der Stadt Opole Lubelskie folgende 43 Ortschaften mit einem Schulzenamt:
Białowoda
Darowne
Dąbrowa Godowska
Dębiny
Elżbieta
Emilcin
Franciszków Stary
Górna Owczarnia
Góry Kluczkowickie
Góry Opolskie
Grabówka
Jankowa
Kamionka
Kazimierzów
Kierzki
Kluczkowice
Leonin
Ludwików
Majdan Trzebieski
Niezdów
Nowe Komaszyce
Nowy Franciszków
Ożarów Drugi
Ożarów Pierwszy
Puszno Godowskie
Puszno Skokowskie
Rozalin
Ruda Godowska-Ruda Maciejowska
Sewerynówka
Skoków
Stanisławów
Stare Komaszyce
Truszków
Trzebiesza
Wandalin
Widły
Wola Rudzka
Wólka Komaszycka
Wrzelowiec
Zadole
Zajączków
Zosin
Ćwiętalka-Świdry
Weitere Orte der Gemeinde sind Elżbieta-Kolonia, Kleniewo, Kluczkowice-Osiedle und Kręciszówka.